# ماجنوس نورمان
ماغنوس نورمان (بالسويدية: Magnus Norman)‏ هو لاعب كرة مضرب سويدي، احترف في عام 1995، من أهم انجازاته الوصول لنهائي بطولة فرنسا المفتوحة في عام 2000، وحصوله على لقب بطولة روما للأساتذة في عام 2000، ويذكر أنه خاض أهم نهائيين في حياته وهما نهائي فرنسا ونهائي روما ضد نفس اللاعب وهو البرازيلي غوستافو كويرتن حيث انهزم في الأولى وفاز في الثانية.
يذكر أن نورمان حاليا يدرب اللاعب السويدي روبن سودرلينغ.